# Дванадесети върховен състав на Народния съд
Дванадесетият върховен състав на т.нар. Народен съд в София е създаден с цел да осъди членовете на организациите „Бранник“, „Български национални легиони“, „Български работически съюз“, „Съюз на ратниците за напредъка на българщината“, полицаи, секретни агенти на полицията, агенти на германски разузнавателни служби и други.

## Състав

### Председател
- Борис Илиев

### Членове
- Емануил Манов
- Димитър Сп. Митов
- Йосиф Т. Кутев
- Венета К. Трайкова

### Народни обвинители
- Георги Георгиев
- Иван Керезов

## Подсъдими[1][2]
- Александър Василев Бечев
- Александър Христов Самарджиев
- Александър Григоров Цеков
- Алекси Николов Кеминчев
- Алекси Савич Лозински
- Ангел Георгиев Ангелов
- Ангел Христов Пецев
- Ангел Ангелов Радев
- Ангел Атанасов Саваджиев
- Андрей Иванов Праматаров
- Андрей Христов Стефанов
- Асен Стефанов Голюбов
- Асен Ничов Андонов
- Асен Христов Чобанов
- Аспарух Георгиев Манолов
- Аспарух Петров Миников
- д-р Атанас Николов Кефсизов
- Богдан Тодоров Георгиев
- Богомил Станоев Цвятков
- Борис Иванов Гройс
- Борис Димитров Ангелов
- Борис Янков Недков
- Васил Цанков Василев
- Васил Александров Мустаков
- Васил Вълчанов Петков
- Васил Димов Софиянов
- Васил Костов Узунов
- Видин Тодоров Вукадинов
- инж. Владимир Александров Балан
- Владимир Митов Спасов
- Владимир Херман Тобиш
- Владислав Цветков Мечков
- Владо Котев Карагьозов
- Генчо Йорданов Божанов
- Георги Алексов Зарков
- Георги Христов Божков
- Георги Георгиев Бочев
- Георги Иванов Георгиев
- проф. Георги Георгиев Караиванов
- Георги Петров Манев
- Георги Павлов Божков
- д-р Георги Иванов Паприков
- Георги Петракиев Венков
- Георги Илиев Рашев
- Георги Йотов Стоянов
- Георги Петров Чернев
- Дафинка Цветкова Тодорова
- Димитър Вълканов Димитров
- д-р Димитър Вълчев
- Димитър Димитров Гурбалов
- Димитър Костадинов Димитров
- Димитър Иванов Костурков
- Димитър Василев Лазаров
- Димитър Михайлов Попов
- Димитър Иванов Пенчев
- Димитър Георгиев Петров
- Димитър Стоянов Петров
- Димитър Христов Пишманов
- Димитър Велиславов Попов
- д-р Димитър Георгиев Портарски
- Димитър Христов Сарафов
- Димитър Петров Стефанов
- Досю Колев Петров
- Емерих Йосиф Амбил
- Едвига Станиславова Крулова
- Ернест Густав Слабке
- Жечо Вичев Кулов
- д-р Захари Константинов Захариев
- Захари Георгиев Стоилков
- Иван Стефанов Бабев
- Иван Петров Димитров
- Иван Димитров Дочев
- Иван Замфиров Йончев
- Иван Георгиев Попов
- Иван Русев Георгиев
- Иван Георгиев Шишев
- Илия Илиев Денчев
- Илия Иванов Станев
- Илия Найденов Стоев
- Исай Георгиев Лазаров